# Forăști (okręg Suczawa)
Forăști – wieś w Rumunii, w okręgu Suczawa, w gminie Forăști. W 2011 roku liczyła 570 mieszkańców.